# فيرونيكا آن كروس
فيرونيكا آن كروس (بالإنجليزية: Veronica Ann Cross)‏ هي متسابقة ملكة الجمال وعارضة بريطانية، ولدت في 1950.